# خانه اژدری
خانه اژدری مربوط به دوره پهلوی است و در بیرجند، خیابان شهید منتظری، کوچه منتظری۲۵ واقع شده و این اثر در تاریخ ۵ آذر ۱۳۸۰ با شمارهٔ ثبت ۴۴۸۵ به‌عنوان یکی از آثار ملی ایران به ثبت رسیده است.